# Bělá nad Svitavou
Bělá nad Svitavou é uma comuna checa localizada na região de Pardubice, distrito de Svitavy.